# 르호보암
르호보암(공동번역성서, 개신교) 또는 르하브암(가톨릭)(히브리어: רְחַבְעָם, 기원전 931년경 ~ 913년경 재위)은 분열 유다 왕국의 첫 왕이다. 솔로몬 왕의 아들로 여호와를 저버리고 우상 숭배를 시작했다.

## 생애
르호보암의 이야기는 열왕기상 12장과 14장, 역대하 10장~12장에서 다루고 있다.

### 이스라엘 왕국의 분열
르호보암은 41세에 연합 이스라엘 왕국의 전성기를 이루었던 솔로몬 왕이 죽자 르호보암이 분열 전 세겜으로 간다. 이 때 느밧의 아들 여로보암이 이집트에서 이 소식을 듣고 돌아와 이스라엘 회중들을 데리고 르호보암에게 가 선대의 노역이 과했으니 멍에를 덜어달라 요청한다. 르호보암은 이 문제를 두고 솔로몬을 섬겼던 나이 많은 신하들과 같이 자라난 청년들에게 각각 질문한다. 솔로몬을 섬겼던 노신들은 백성들에게 짐을 덜어준다면 영원히 임금을 섬길것이라 답하지만, 청년들은 다음과 같이 말하며 더한 노역을 씌우겠다고 대답하라 조언한다.
10 (생략) 나의 새끼손가락이 부왕의 허리보다 굵다.
11너희는 부왕께서 메워주신 멍에가 무겁다고 한다마는, 나는 그보다 더 무거운 멍에를 너희에게 지우리라. 부왕께서는 너희를 가죽채찍으로 치셨으나 나는 쇠채찍으로 다스리리라.— 공동번역성서 열왕기상 12장 10~11절

르호보암은 노신들이 아닌 청년들의 조언을 따라 이와 같이 대답했고, 자신이 파견한 부역감독 아도람을 이스라엘 백성들이 죽이자 마차를 몰아 세겜에서 예루살렘으로 돌아간다. 북쪽의 10개 지파들은 궁극적으로 여로보암 1세를 새 왕으로 이스라엘 왕국을 세우게 되어 르호보암은 예루살렘을 중심으로 유다 지파와 베냐민 지파만을 통치한다. 르호보암은 18만 대군을 이끌고 맞서려 했으나 선지자 스마야의 경고로 좌절된다. 이로써 이스라엘이 남과 북으로 갈라졌다.
레위인들은 여로보암이 이스라엘에 있던 그들로부터 사제직을 박탈한 것에 반기를 들고 르호보암에게 합류한다. 이들은 유다 왕국이 하나님의 길을 따르도록 하여 르호보암은 2~3년간 여호와의 길을 걷는다.

### 이집트의 침공

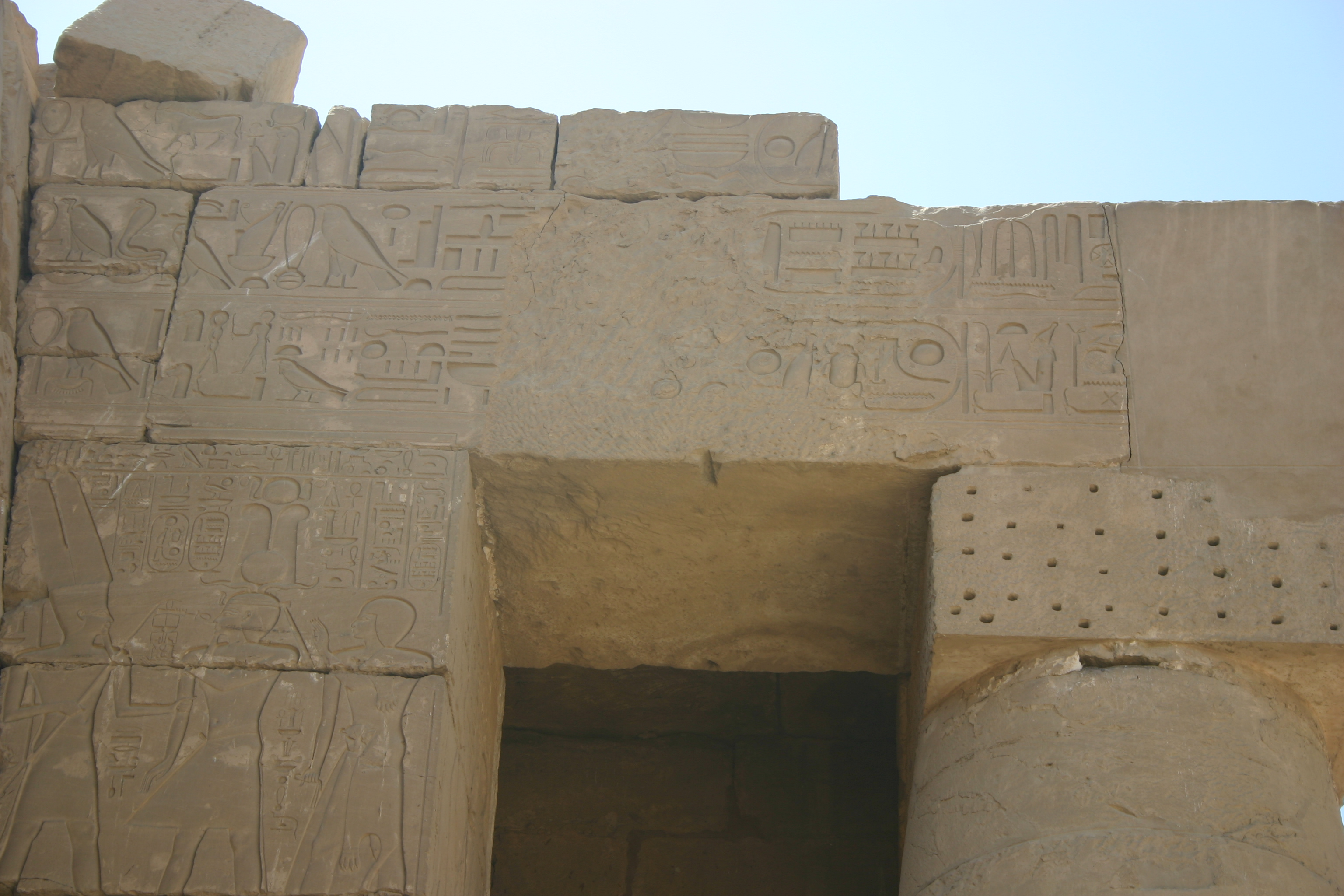
셰숑크 1세의 이스라엘 침공을 이집트의 입장에서 서술한 부바스티스 문

그러나 르호보암은 자신의 체제가 어느 정도 공고해지고 세력이 커지자 여호와의 길을 버리고, 온 백성들이 그의 이러한 행보에 동조한다. 르호보암 5년에 이집트의 파라오 시삭이 리비아군과 수키군, 에티오피아군을 이끌고 예루살렘으로 쳐들어온다. 르호보암은 15개의 요새를 미리 건설해두었는데 이집트의 동향을 경계해 그런 것이라는 견해가 있다. 그러나 시삭은 요새들을 점령하고 예루살렘을 포위하는데 성공한다. 여호와는 스마야를 통해 자기가 이스라엘 백성들을 버렸다고 전하나, 이스라엘의 지휘부가 순종의 뜻을 밝히자 완전히 멸하지는 않겠지만 자신을 섬기는 것과 세상의 군주를 섬기는 것의 차이를 알게 될 것이라 말한다.
르호보암이 머리를 숙였기 때문에 예루살렘은 멸망하지 않고 성전과 왕궁의 보물들을  약탈당하는 데에서 그치게 되었다고 역대기는 전한다.